# Coll de la Carbonera
El Coll de la Carbonera és una collada situada a 836,6 msnm del municipi de Conca de Dalt (Pallars Jussà), dins del vell enclavament dels Masos de Baiarri, pertanyent al desaparegut terme de Claverol. És a l'extrem nord-occidental dels Rocs del Solà de Baiarri, contrafort nord-oest de la Roca del Pubill. És just el límit de l'Espai natural de Collegats.
Antigament passava per aquest coll el camí que duia dels Masos de Baiarri, i d'Hortoneda, a l'Espluga de Cuberes. Actualment, la pista de muntanya que segueix aquest camí, que en alguns trossos no té pas pel seu mal estat, passa per sota d'aquest pas, pel vessant de ponent dels Rocs del Solà de Baiarri.